# Light Yagami
Light Yagami (夜神 月 Yagami Raito?) es un personaje ficticio creado por Tsugumi Ōba y Takeshi Obata como el protagonista del manga y anime Death Note. Light es un adolescente cuyo intelecto y capacidad para formular estrategias son su mayor fortaleza. Pese a que lleva una vida bastante común, en el fondo se siente abrumado y aburrido de la cotidianidad hasta que encuentra el cuaderno sobrenatural «Death Note», el cual le permite acabar con la vida de cualquier persona si escribe su nombre y apellidos a la vez que visualiza la cara de la persona escrita; comprometiéndose desde entonces a usar su poder para beneficio de la humanidad, pero al mismo tiempo para proclamarse como «Dios del Nuevo Mundo» a sabiendas de que, con el paso del tiempo, ganaría varios enemigos y pondría en peligro su vida.
El personaje es interpretado por el seiyu Mamoru Miyano en la adaptación del anime, mientras que en español fue interpretado por los actores Manuel Campuzano y Sergio Zamora en los doblajes de Latinoamérica y España, respectivamente. Por otra parte, en las adaptaciones de acción real realizadas en Japón, es interpretado por Tatsuya Fujiwara, mientras que en la adaptación de acción real estadounidense, fue interpretado por el actor Nat Wolff y por Masataka Kubota en el musical. 
Desde su aparición, el personaje se ha convertido en uno de los más reconocidos y famosos del anime a nivel cultural, y ha sido objeto de parodias, homenajes y productos como figuras de acción o cosplay entre varios fanes alrededor del mundo.

## Historia
Light Yagami nació el 28 de febrero de 1986 (o 1989 en el anime).  Es retratado como un genio adolescente con un comportamiento educado y reservado, que es popular entre sus compañeros y maestros. Al principio de la historia, Light es un estudiante en su último año de escuela secundaria; más tarde asiste a la Universidad To-Oh (東応大学, Tōō Daigaku) . Su padre, Soichiro Yagami, es el jefe de la Agencia Nacional de Policía (ANP) y es el jefe del grupo de trabajo que busca a «Kira», el nombre que el público le ha dado al perpetrador de una serie de asesinatos inexplicables en todo el mundo. Su madre, Sachiko, es ama de casa. Su hermana menor, Sayu, actúa como un alegre y menos académico contraste del propio Light.
Frustrado por la falta de justicia en el mundo, piensa que este está podrido y desea conseguir un medio por el cual pueda promulgar su voluntad de purgar al mundo de todos los males. Todo cambia cuando descubre en el suelo de su escuela un misterioso cuaderno llamado Death Note, que un Shinigami (Dios de la Muerte) llamado Ryuk ha dejado caer «accidentalmente» en la Tierra.
El Death Note (Libreta de la Muerte) tiene la capacidad de matar a las personas si se escribe el nombre de la persona que se quiere matar teniendo en mente su rostro. Si después de 40 segundos no se ha especificado la muerte del sujeto, este morirá de un ataque al corazón, causándole una muerte inmediata. Si se especifica a continuación del nombre una causa de muerte, se dispone de 6 minutos y 40 segundos para detallar las circunstancias de la muerte. Además, la causa de muerte debe entrar dentro de la lógica y lo posible.
Light inicialmente se horroriza ante las habilidades del Death Note después de probar el cuaderno en dos criminales por curiosidad, pero finalmente se convence de que las muertes resultantes de los criminales estaban justificadas, pensando que reduciría las tasas de criminalidad en todo el mundo. Light pronto se ve impulsado a liderar una cruzada personal para librar al mundo del crimen mediante el uso del cuaderno. Si bien su agenda se origina con buenas intenciones, Light eventualmente se encuentra matando a las fuerzas del orden e incluso a inocentes para eludir la captura. Su ética es utilitaria, justificando los actos más extremos al servicio de su causa. También está impulsado por una necesidad de victoria, que motiva la mayoría de sus actos más crueles. Combinado con el poder del Death Note, la arrogancia e intelecto de Light lo convencen de que solo alguien como él puede salvar el mundo.
Finalmente, un pequeño grupo de trabajo de oficiales de policía japoneses, incluyendo al padre de Light, bajo la dirección del excéntrico detective genio L comienzan a acercarse a Light. Aunque sospecha que Light es Kira, L le permite colaborar con la policía en el caso. Esto comienza un juego del gato y el ratón entre los dos, con Light tratando de aprender el verdadero nombre de L para poder matarlo, y L tratando de que Light se exponga para poder arrestarlo. Debido a que las acciones de Misa Amane, una joven idol que además es ferviente partidaria de Kira y compañera propietaria de la Death Note, casi implican a Light, se ve obligado a renunciar temporalmente a la propiedad de su cuaderno y posteriormente pierde sus recuerdos de usar el Death Note. Es durante este tiempo que Light vuelve a su personalidad original: un individuo afectuoso y sensato que no está dispuesto a manipular a otros o cometer o justificar actos delictivos, como el asesinato. Después de que Light recupera la propiedad de su cuaderno y sus recuerdos, manipula a Rem, la Shinigami de Misa, para que mate a L. Light luego asume el personaje de «L» y continúa su farsa de buscar a Kira con el grupo de trabajo mientras lleva a cabo los asesinatos él mismo con la ayuda de Misa.
Cinco años después de la muerte de L, Light es capaz de obtener la mayor parte del apoyo del mundo, llegando al punto en que sus seguidores han comenzado a adorar a Kira como una deidad literal. Sin embargo, es en esta época que dos de los protegidos de L, Mello y Near, comienzan su investigación contra Kira. Near dirige la SPK, un equipo de investigación estadounidense compuesto por agentes de la CIA y el FBI, mientras que Mello trabaja con la mafia. Aunque Mello muere trabajando por separado de Near, sus acciones llevan a Teru Mikami, un hombre seleccionado por Light para matar criminales usando otra Death Note, a cometer un error que resulta en la captura de Light por Near, la SPK y la policía japonesa. Al ver que Light finalmente ha perdido, muere cuando Ryuk escribe su nombre en su propia Death Note, tal como el Shinigami le había advertido cuando se conocieron.  Light Yagami murió el 28 de enero de 2010 (o 2013 en el anime).

## Apariciones en otros medios

### Death Note(película de acción real)
En la adaptación de acción real es interpretado por Tatsuya Fujiwara. En esta adaptación Light es más apegado a su padre, además tiene una novia llamada Shiori Akino, quien es asesinada por Kira, en un plan dirigido a introducirse en el equipo investigador y así llegar a L. La historia continua en su entorno normal.

### Death Note 2: The Last Name
En Death Note: The Last Name, luego de la muerte de su novia en la película anterior, Light, consigue ingresar al equipo de investigación, pero descubre que L no usa su verdadero nombre y sin ello no podrá asesinarlo. La única forma será obtener "Los ojos del Shinigami", lo que significaría perder la mitad de su expectativa de vida.
En este contexto aparece en escena la Segunda Kira, la idol Misa Amane, quien agradecida con Kira por la muerte del asesino de su familia, decide convertirse en su novia; pero ella tiene la particularidad de poseer los «Ojos del Shinigami», facultad que le permite descubrir el verdadero nombre de las personas con solo mirarlas, convirtiéndola en un aún más temible poseedor de una Death Note. Al encontrarse con Misa, conoce al Shinigami Rem, quien le confiesa que Misa no perderá la mitad de su vida por la obtención de «los ojos del Shinigami», ya que su vida se extendió por amor de Jealous, otro Shinigami, que desobedeció las leyes del mundo Shinigami. Tras ser descubierta por L, esta es encerrada y sus ojos son cubiertos. Light, para salvarla y de paso despejar todas las sospechas que L tiene contra ellos, planea con Rem encontrar a una persona que usarán como señuelo y para ello inventa «la regla de los 13 días», pero arriesgadamente, en el proceso, pierde la memoria, al entregar la Death Note.

### Death Note (película de 2017)
En 2017 el director Adam Wungard, en conjunto con la plataforma Netflix, lanzaron una adaptación de acción real estadounidense de Death Note, en la cual Light es interpretado por el actor Nat Wolff, como parte de una adaptación nueva de la historia.
En esta versión Light Turner es un adolescente de 17 años frustrado con el sistema policial de su ciudad natal Seattle, debido a que un criminal salió impune de haber arroyado a su madre. Cuando él obtiene una libreta sobrenatural con la que puede matar a cualquier persona con escribir su nombre en ella, Light la usa para vengar la muerte de su madre y acabar con un compañero de clase. Alentado constantemente por Ryuk, el dios de la muerte y dueño original de la libreta, para matar a personas, Light en su lugar decide confesarle el secreto de la Death Note a su compañera Mia Suttom con quien más tarde termina saliendo y junto a ella asesina a criminales alrededor del mundo para ser venerados como una deidad usando el nombre japonés de «Kira». 
Los asesinatos terminan atrayendo la atención de L, el mejor detective del planeta, y aunque Light no se muestra dispuesto a seguir con los homicidios, Mia intenta traicionarlo usando la Death Note para manipularlo, pero Light consigue salvarse a sí mismo y desviar las sospechas de L, al inducirse a sí mismo en un coma y usar a un señuelo que se encargara de ejecutar a los criminales antes que él salga del coma. No obstante su identidad es eventualmente descubierta por su padre, el Sr. Turner y por L, lo que dejó abierta la posibilidad de una secuela que podría adaptar el resto del manga.

## Recepción
Light ha sido objeto de análisis de varios escritores y críticos que lo consideran como un personaje complejo pero también genuinamente «perturbado».

### Análisis
Ohba describe a Light como una víctima de la Death Note, con la vida de Light siendo «arruinada» una vez que este la obtiene. De acuerdo con Ohba Light era «un joven que comprendía el dolor de los demás» cuando se topó con la Death Note por primera vez. También dijo que si Ryuk nunca hubiese desarrollado un interés en el mundo humano, Light se hubiera convertido en uno de «los más grandes líderes de la policía en el mundo» que junto a L, hubiera trabajado en contra de los criminales. Él agregó que creía que debatir sobre si las acciones de Light eran buenas o malas no era «muy importante». Ohba comentó que personalmente ve a Light como un personaje «diabólico». Ohba dijo que Light era su segundo personaje humano favorito y no estaba seguro si era porque le «agradaba» Light o porque él dibujó «tan diabólico personaje» en una revista para niños.